# Mike Hermann Rader
Mike Hermann Rader (* 21. Juni 1973 auf Rügen) ist ein deutscher Schauspieler. 

## Ausbildung
Rader machte im Jahre 1992 ein Praktikum am Metropol-Theater, um dann ein Studium an der Humboldt-Universität zu Berlin zu beginnen. 1995 arbeitete er für ein Jahr als Freier Mitarbeiter beim ORB-Hörfunk und anschließend begann er ein Schauspielstudium am Theaterstudio Berlin.

## Filmografie

### Filme und Serien
- 2002: Rabenland-HFF
- 2003–2004: Hallo Robbie
- 2004: Rügenreisebericht
- 2005: Schott
- 2006: Der letzte Einsatz
- 2006: Parkbuffer
- 2007: Die Insel des Lichtes
- 2007–2008: Posch
- 2008: Tracks

## Theater
- seit 2003: Störtebeker-Festspiele
- 2002–2003: Theater an der Altmark Stendal
- 1998–2002: Neue Bühne Senftenberg